# Rue (Somme)
|  | Per a altres significats, vegeu «Rue». |

Rue és un municipi francès situat al departament del Somme i a la regió dels Alts de França. L'any 2007 tenia 3.102 habitants.

## Demografia

### Població

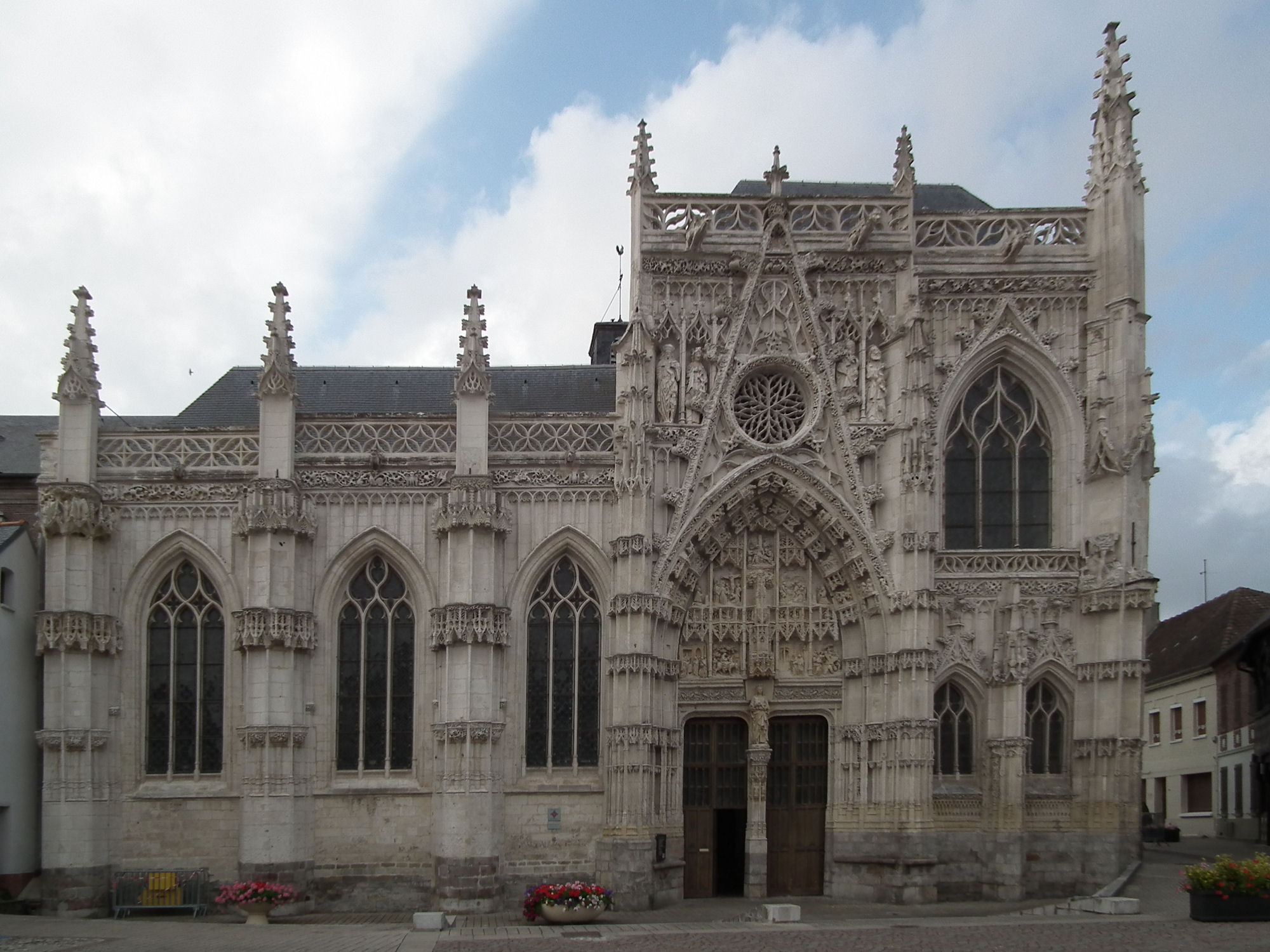
capella

El 2007 la població de fet de Rue era de 3.102 persones. Hi havia 1.261 famílies de les quals 400 eren unipersonals (124 homes vivint sols i 276 dones vivint soles), 412 parelles sense fills, 340 parelles amb fills i 109 famílies monoparentals amb fills.
La població ha evolucionat segons el següent gràfic:
Habitants censats

### Habitatges

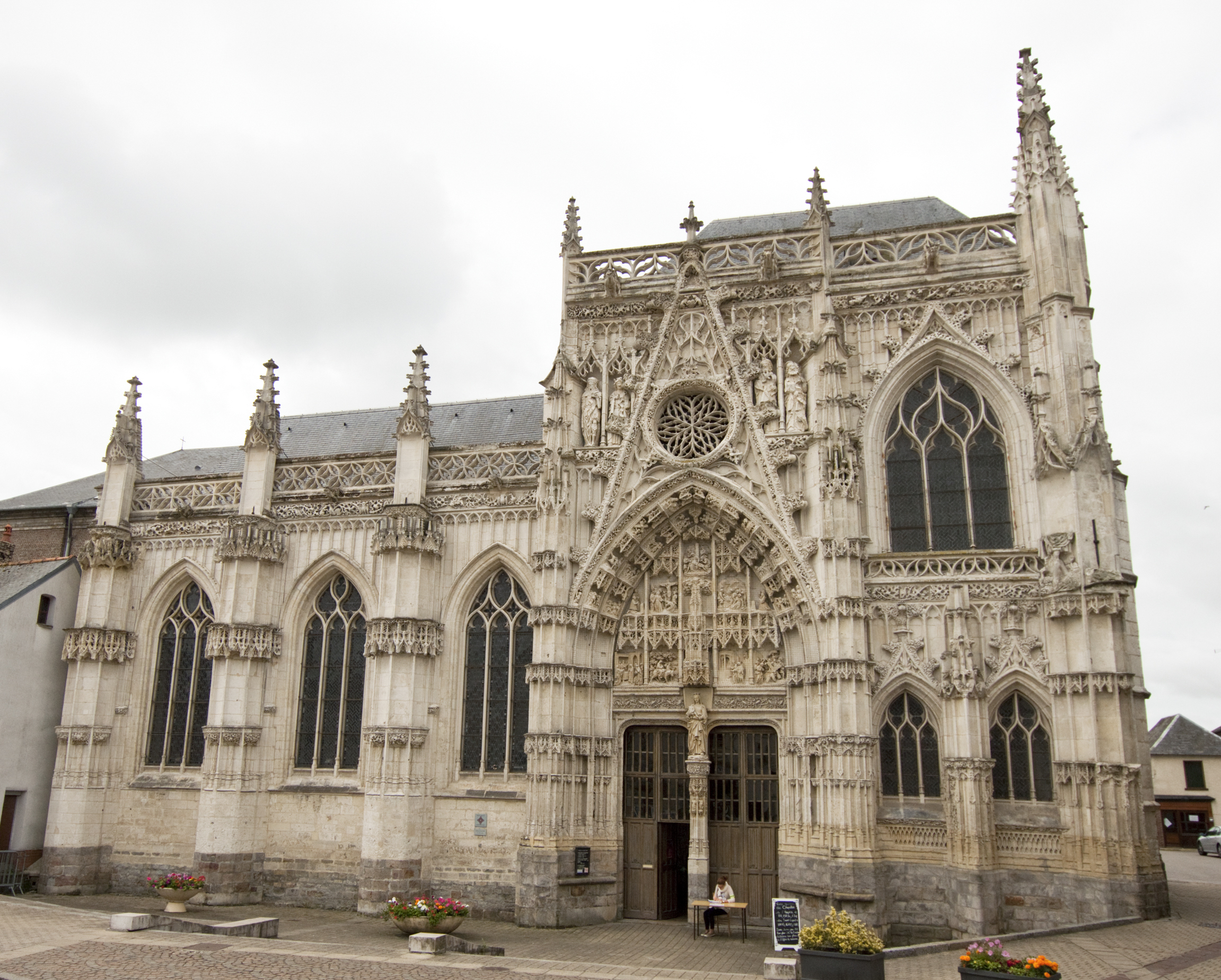

El 2007 hi havia 1.485 habitatges, 1.256 eren l'habitatge principal de la família, 132 eren segones residències i 97 estaven desocupats. 1.385 eren cases i 92 eren apartaments. Dels 1.256 habitatges principals, 828 estaven ocupats pels seus propietaris, 381 estaven llogats i ocupats pels llogaters i 47 estaven cedits a títol gratuït; 12 tenien una cambra, 72 en tenien dues, 230 en tenien tres, 408 en tenien quatre i 534 en tenien cinc o més. 819 habitatges disposaven pel capbaix d'una plaça de pàrquing. A 621 habitatges hi havia un automòbil i a 377 n'hi havia dos o més.

### Piràmide de població

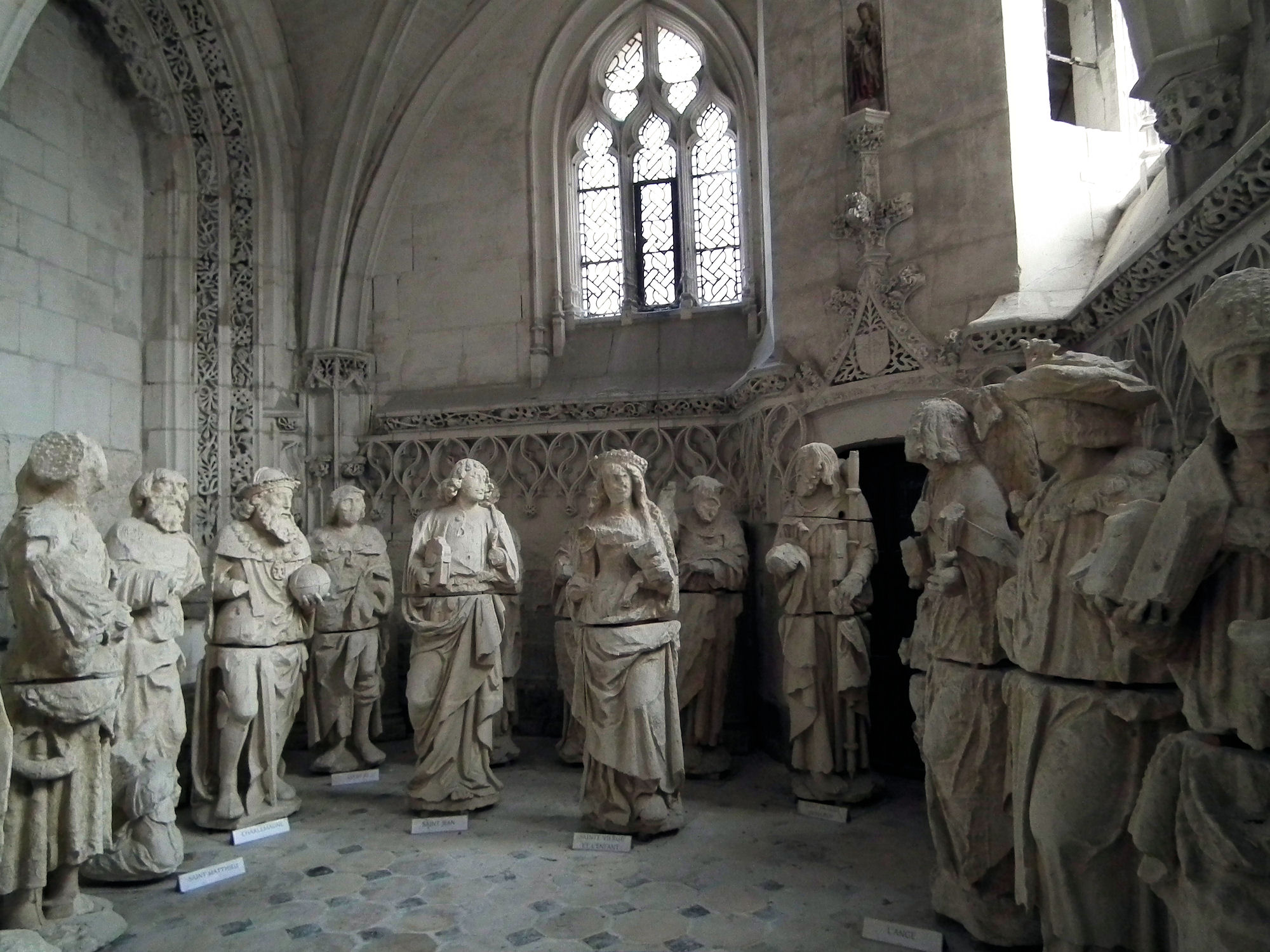
capella

La piràmide de població per edats i sexe el 2009 era:
| Homes | Edats   | Dones |
| ----- | ------- | ----- |
| 0     | 95 o +  | 8     |
| 4     | 90 a 94 | 36    |
| 32    | 85 a 89 | 96    |
| 40    | 80 a 84 | 36    |
| 36    | 75 a 79 | 96    |
| 104   | 70 a 74 | 128   |
| 84    | 65 a 69 | 104   |
| 60    | 60 a 64 | 104   |
| 40    | 55 a 59 | 60    |
| 100   | 50 a 54 | 88    |
| 76    | 45 a 49 | 76    |
| 96    | 40 a 44 | 104   |
| 128   | 35 a 39 | 88    |
| 120   | 30 a 34 | 120   |
| 80    | 25 a 29 | 104   |
| 76    | 20 a 24 | 76    |
| 100   | 15 a 19 | 92    |
| 136   | 10 a 14 | 76    |
| 80    | 5 a 9   | 72    |
| 96    | 0 a 4   | 88    |

## Economia

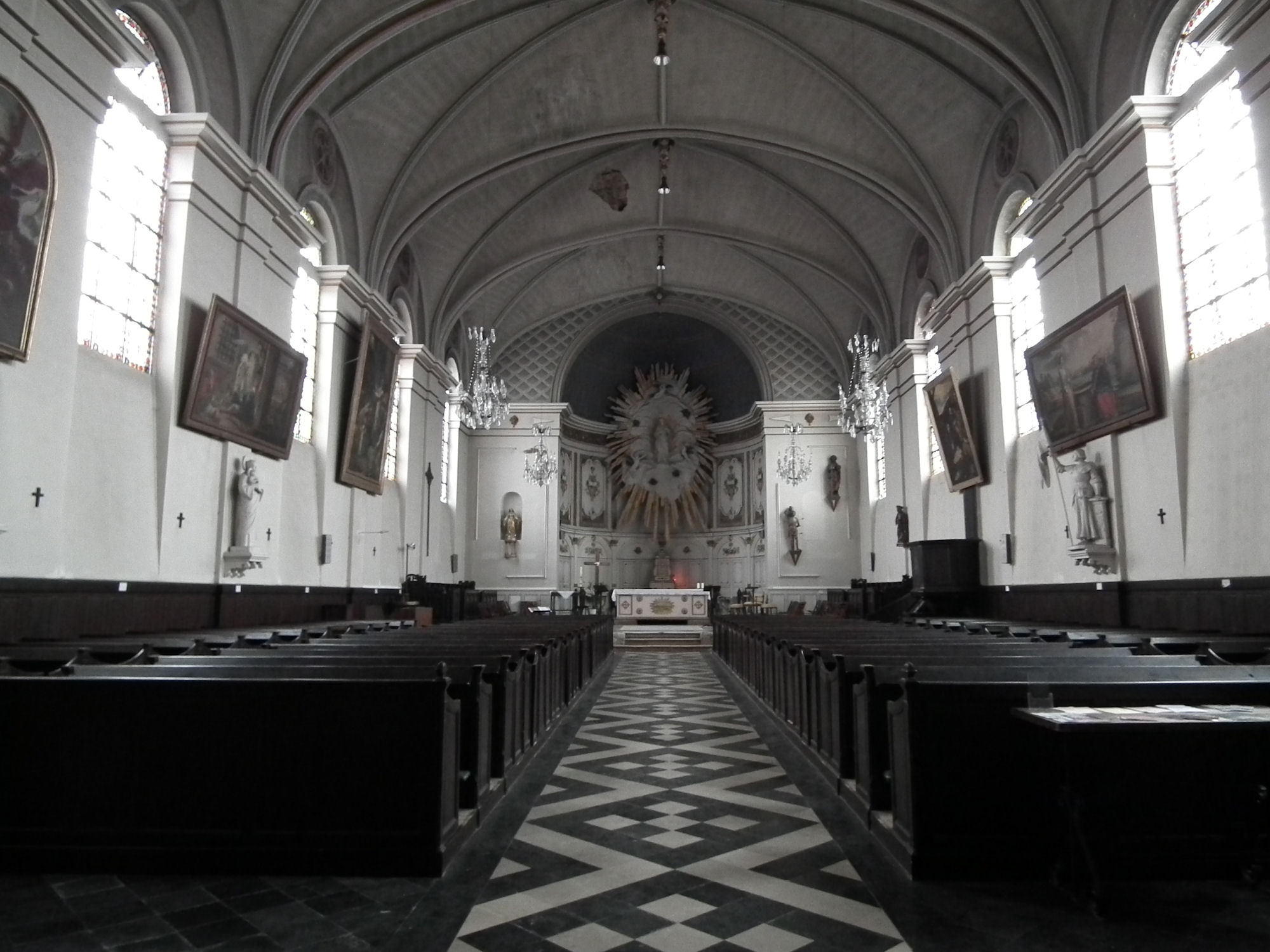
església

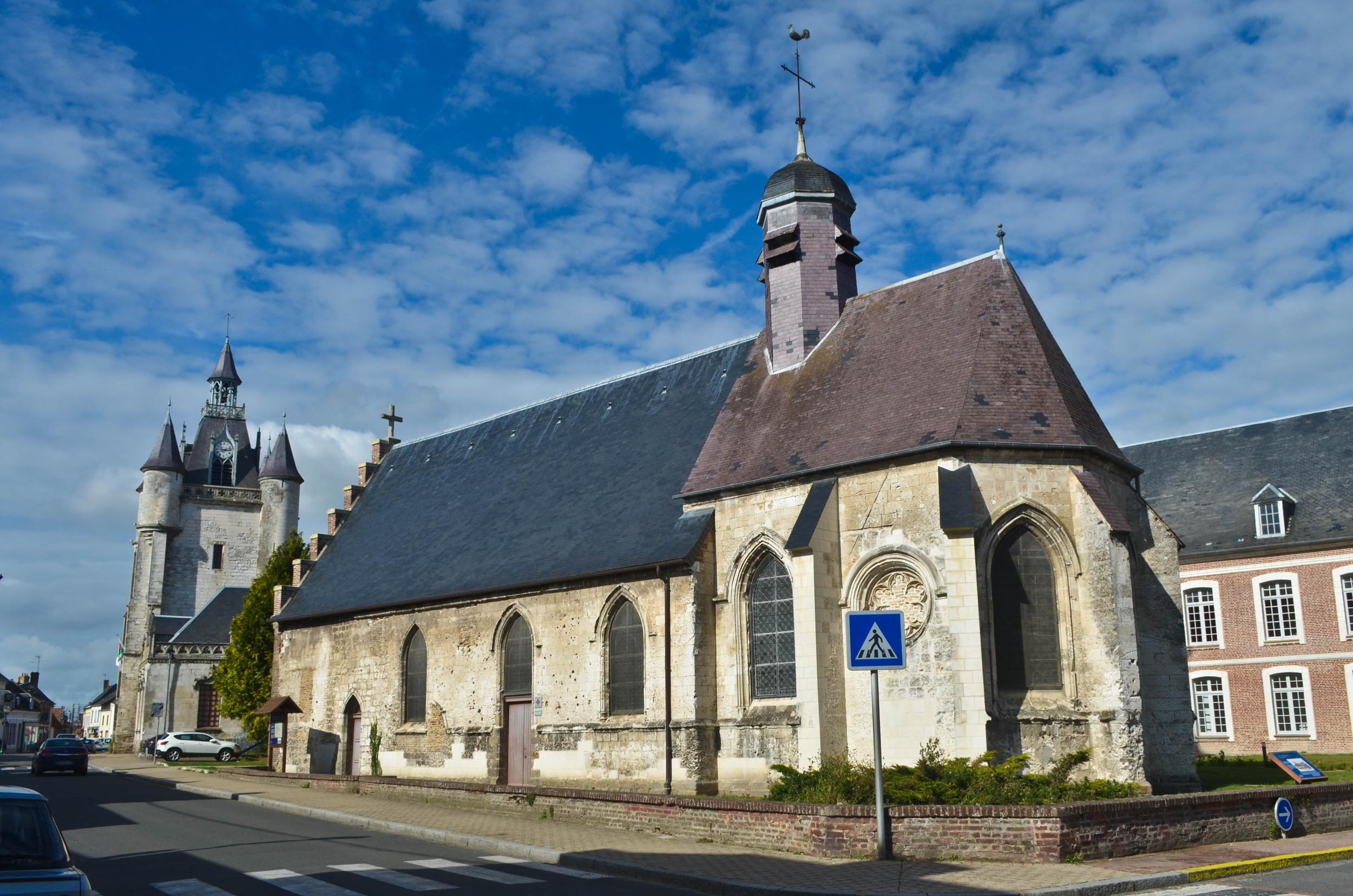

El 2007 la població en edat de treballar era de 1.751 persones, 1.138 eren actives i 613 eren inactives. De les 1.138 persones actives 1.006 estaven ocupades (546 homes i 460 dones) i 132 estaven aturades (65 homes i 67 dones). De les 613 persones inactives 233 estaven jubilades, 171 estaven estudiant i 209 estaven classificades com a «altres inactius».

### Ingressos

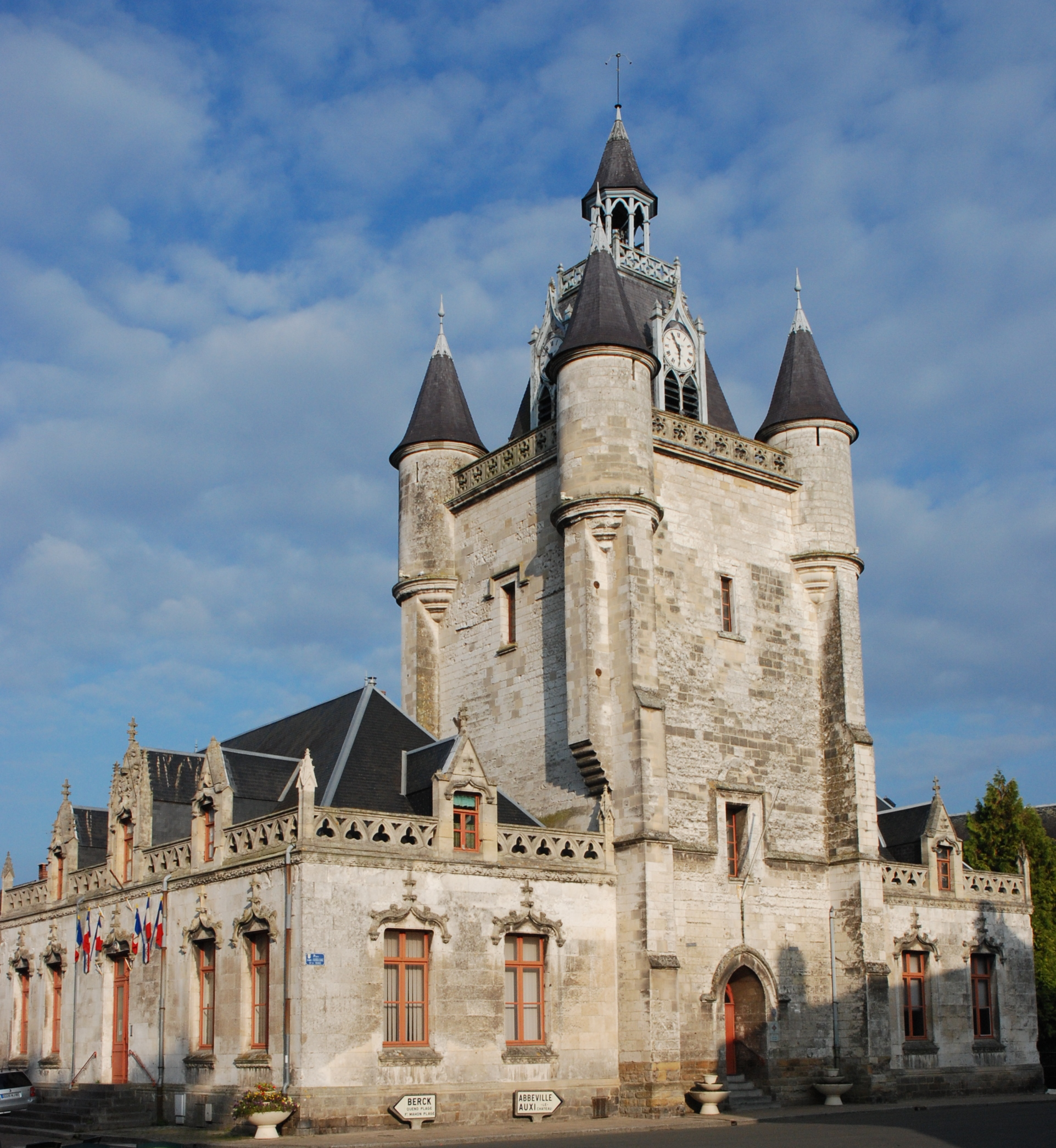

El 2009 a Rue hi havia 1.271 unitats fiscals que integraven 3.004 persones, la mediana anual d'ingressos fiscals per persona era de 14.749 €.

### Activitats econòmiques

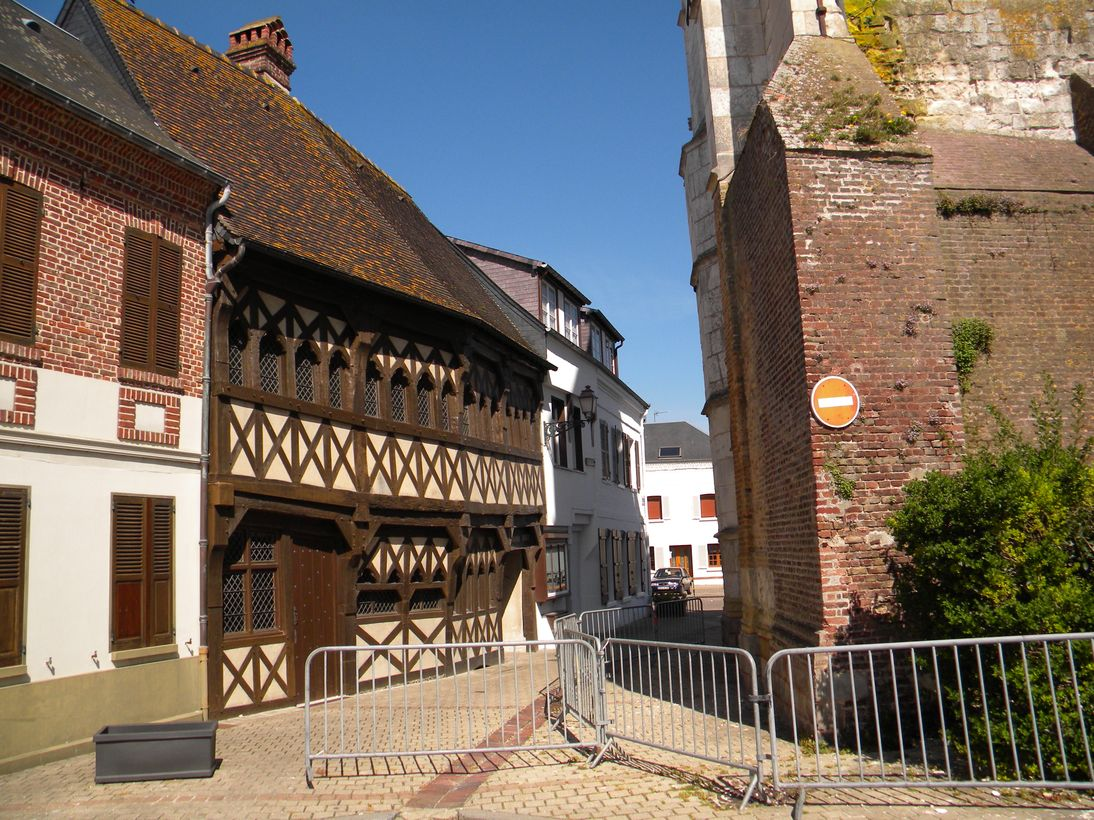
ajuntament

Dels 188 establiments que hi havia el 2007, 4 eren d'empreses extractives, 6 d'empreses alimentàries, 5 d'empreses de fabricació d'altres productes industrials, 19 d'empreses de construcció, 43 d'empreses de comerç i reparació d'automòbils, 8 d'empreses de transport, 15 d'empreses d'hostatgeria i restauració, 1 d'una empresa d'informació i comunicació, 13 d'empreses financeres, 7 d'empreses immobiliàries, 21 d'empreses de serveis, 27 d'entitats de l'administració pública i 19 d'empreses classificades com a «altres activitats de serveis».
Dels 46 establiments de servei als particulars que hi havia el 2009, 1 era una oficina d'administració d'Hisenda pública, 1 gendarmeria, 1 oficina de correu, 5 oficines bancàries, 2 funeràries, 4 tallers de reparació d'automòbils i de material agrícola, 1 taller d'inspecció tècnica de vehicles, 2 autoescoles, 5 paletes, 1 guixaire pintor, 3 fusteries, 4 lampisteries, 2 electricistes, 8 perruqueries, 2 veterinaris, 1 restaurant, 2 agències immobiliàries i 1 saló de bellesa.
Dels 26 establiments comercials que hi havia el 2009, 4 eren supermercats, 1 un supermercat, 1 una botiga de més de 120 m², 3 fleques, 3 carnisseries, 1 una peixateria, 3 botigues de roba, 1 una botiga d'equipament de la llar, 1 una sabateria, 1 una botiga de mobles, 1 una botiga de material de revestiment de parets i terra i 6 floristeries.
L'any 2000 a Rue hi havia 16 explotacions agrícoles que ocupaven un total de 1.170 hectàrees.

## Equipaments sanitaris i escolars

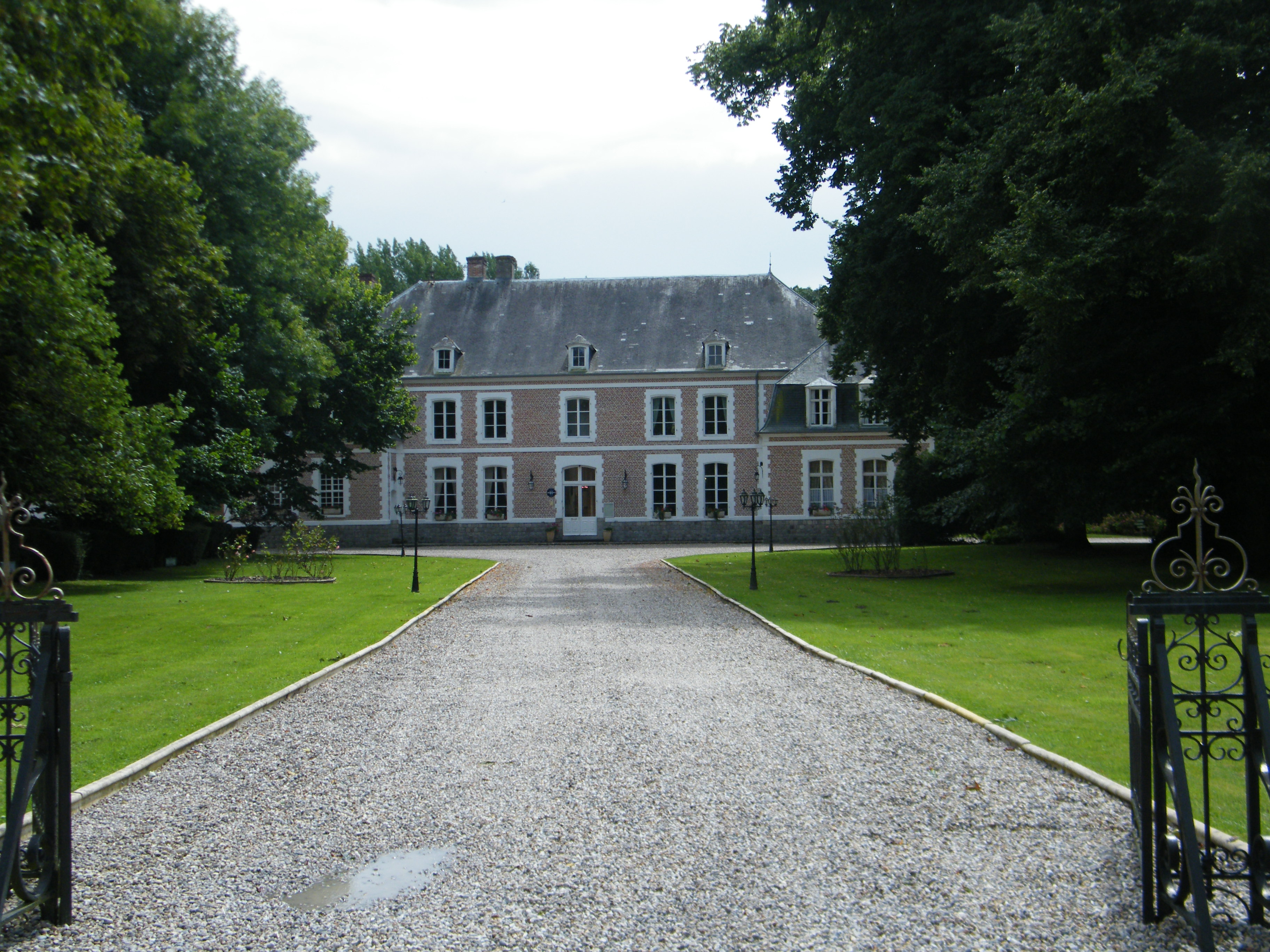

El 2009 hi havia 1 hospital de tractaments de mitja durada (seguiment i rehabilitació), 1 un hospital de tractaments de llarga durada, 2 farmàcies i 2 ambulàncies.
El 2009 hi havia 1 escola maternal i 2 escoles elementals. A Rue hi havia 2 col·legis d'educació secundària i 1 liceu tecnològic. Als col·legis d'educació secundària hi havia 545 alumnes i als liceus tecnològics 306.

## Poblacions més properes

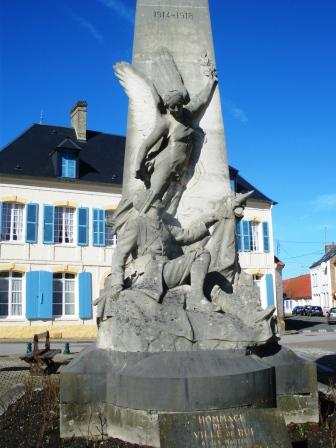

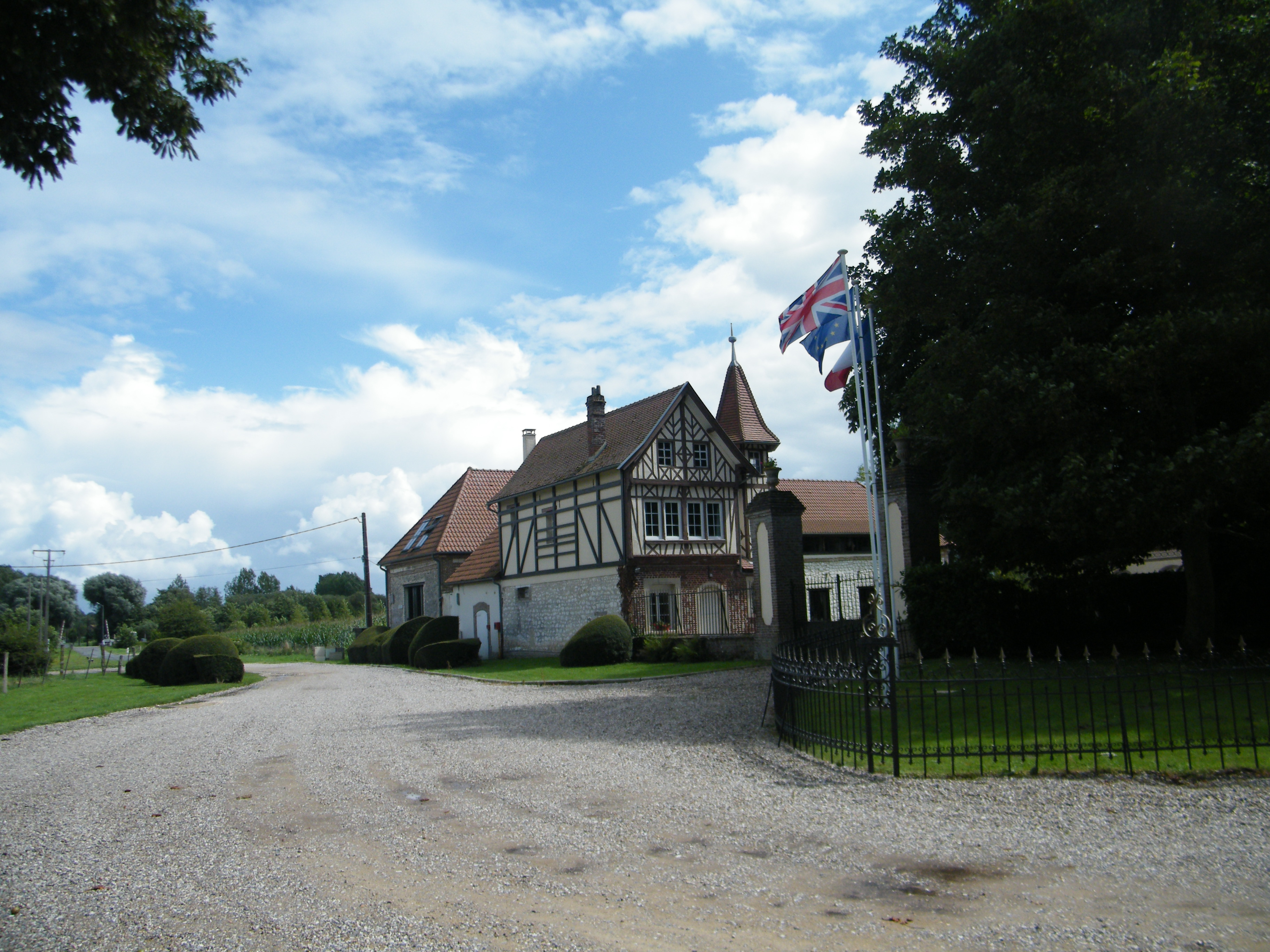

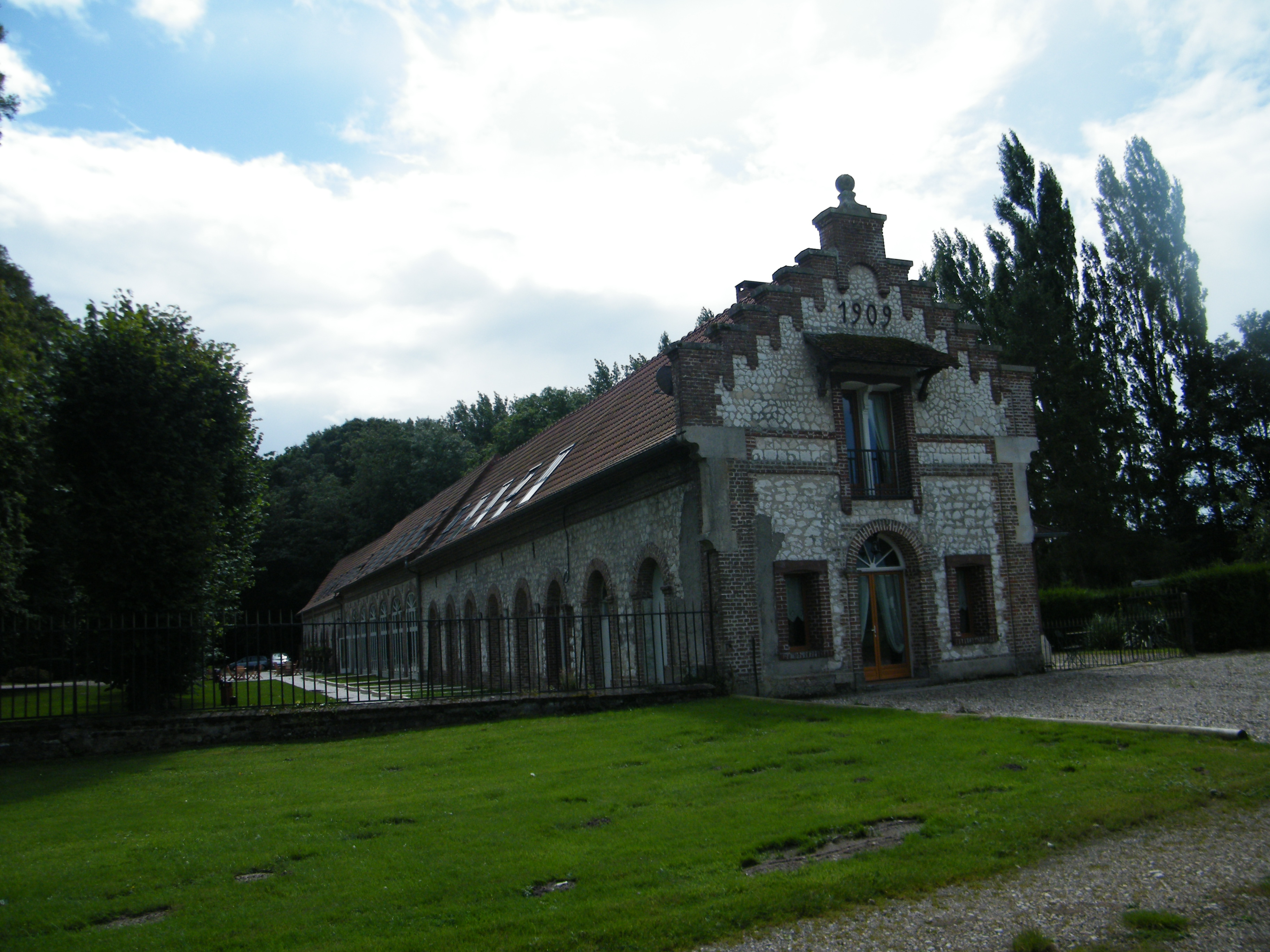

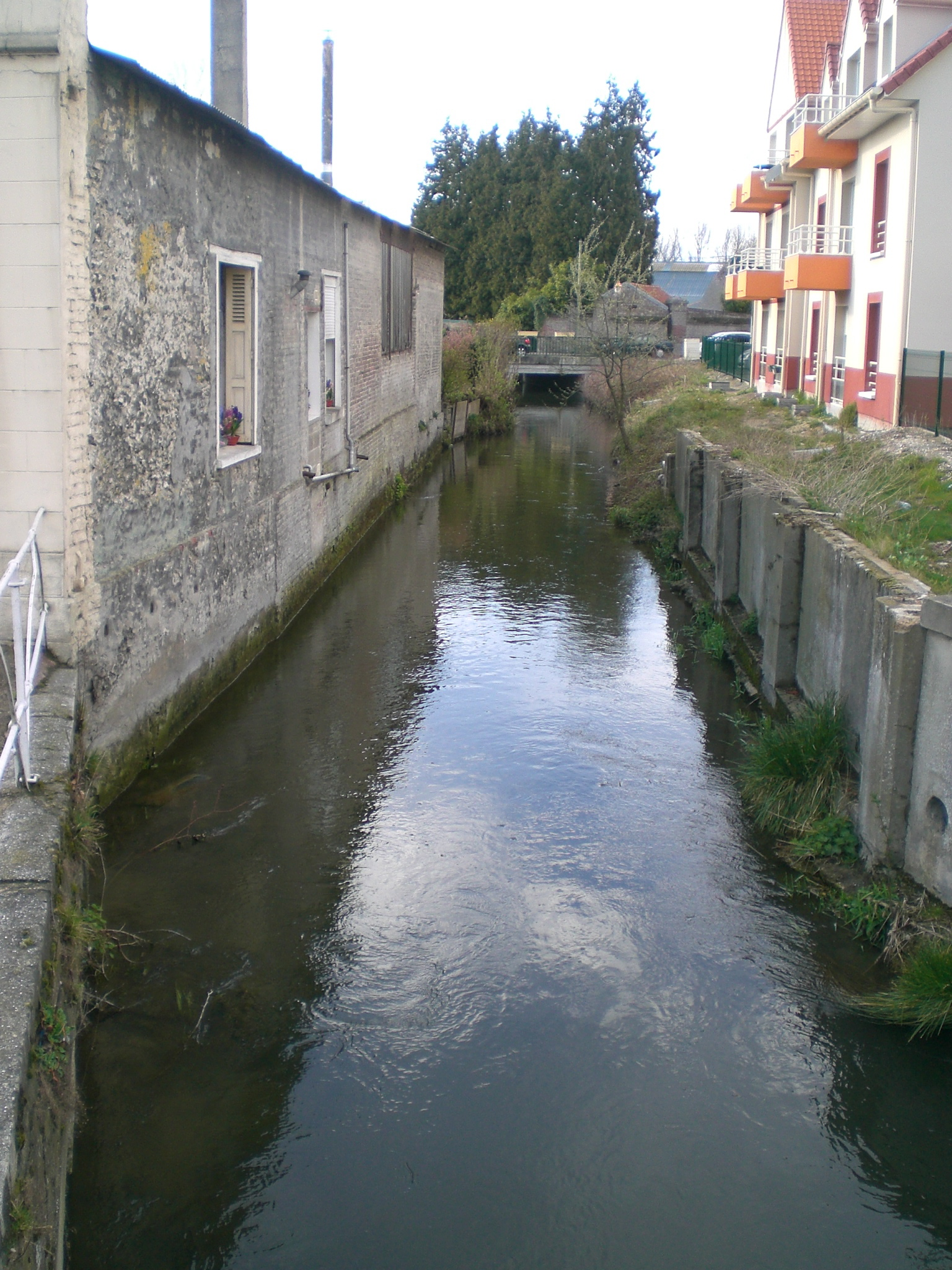
el riu Maye

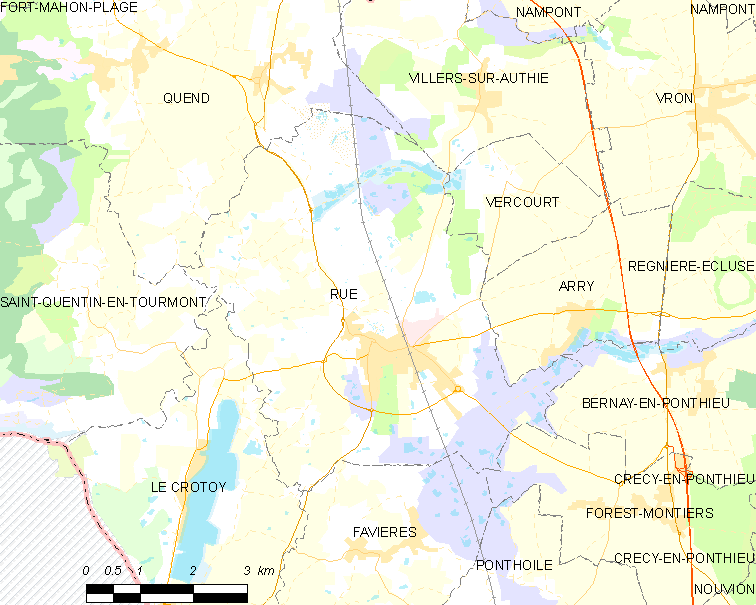

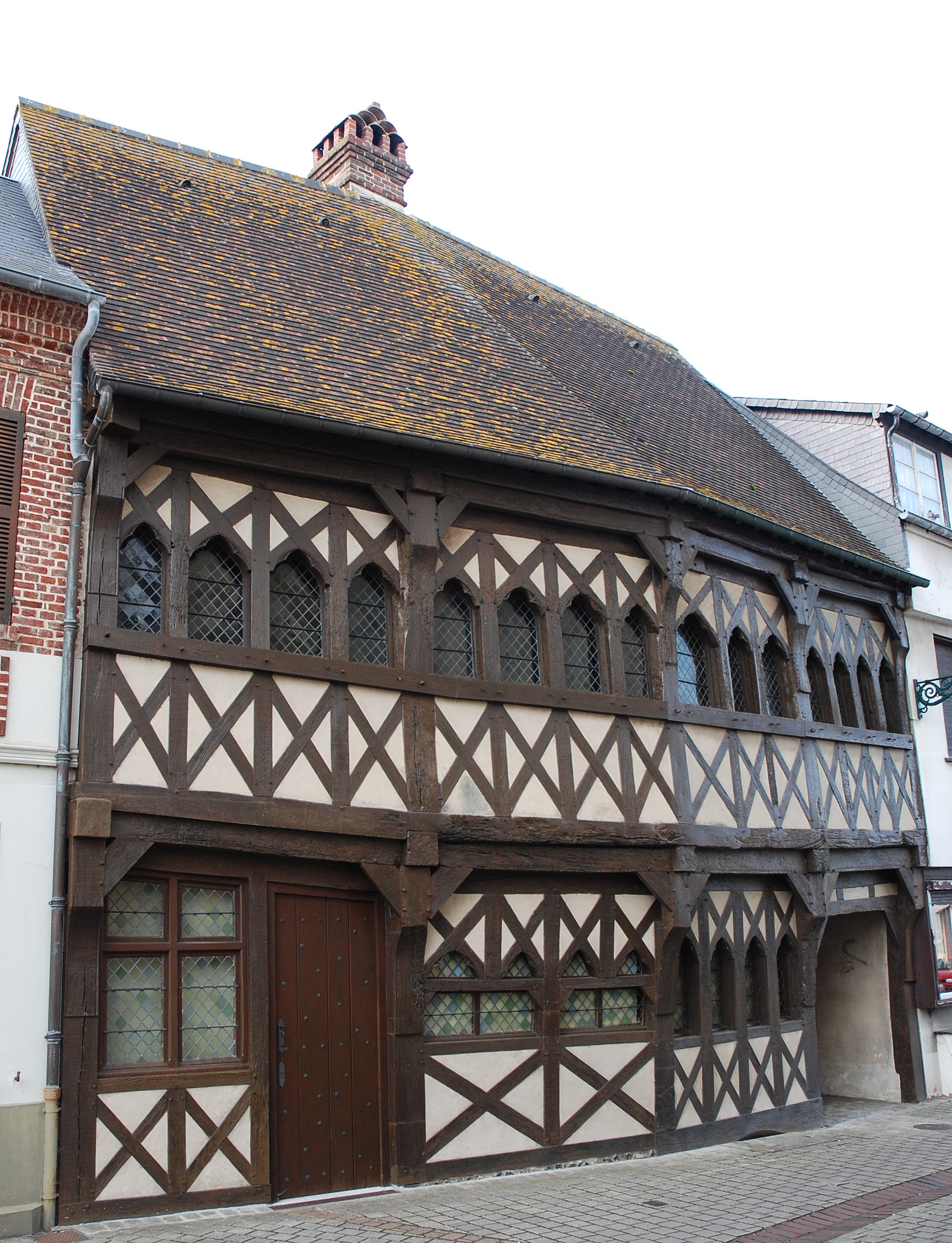

El següent diagrama mostra les poblacions més properes.